# Kapit Djoco
Kapit Djoco, de son nom complet Kapitbafan Djoco, né le 9 septembre 1995 à Paris, est un footballeur français, qui joue au poste d'avant-centre au FC Sochaux.

## Biographie
En 2016, Kapit Djoco arrête le football durant une saison, fatigué par les blessures. En 2017, alors qu'il est en net surpoids, il reprend le football au FCM Aubervilliers en National 3,. Il rejoint ensuite le C' Chartres Football avec qui il inscrit sept buts. En 2020, il est recruté par le FC Rouen, avant de rallier le FC Versailles, avec qui il s'illustre notamment en inscrivant le seul but du huitième de finale de Coupe de France sur la pelouse du Toulouse FC, pensionnaire de Ligue 2.
En décembre 2022, Djoco signe à 27 ans son premier contrat professionnel pour deux saisons et demie avec le SC Bastia en Ligue 2,. Pour sa première saison en Corse, il inscrit quatre buts.
Le 19 janvier 2024, après une première partie de saison sans aucun but, il rejoint le FC Annecy,. Lors de la deuxième partie de saison avec Annecy, il termine co-meilleur buteur du club sur la phase retour et inscrit le but qui assure le maintien lors de la dernière journée face à l'ESTAC Troyes.
Le 15 juillet 2025, il s'engage pour deux saisons avec le FC Sochaux, qui évolue alors en National. Dès son deuxième match avec le club sochalien, Djoco inscrit son premier but lors de la large victoire 5-0 face à l'US Orléans.